# Pamatácuaro
Pamatácuaro es una localidad mexicana ubicada en el estado de Michoacán, dentro del municipio de Los Reyes.

## Geografía
Pamatácuaro se localiza en el noreste del municipio de Los Reyes, mismo que se ubica en el noroeste de Michoacán. Se encuentra a 2419 m s. n. m. y cubre un área de 1.22 km².

## Demografía
De acuerdo con el censo de 2020, Pamatácuaro tenía 3729 habitantes, de los cuales 1940 eran mujeres y 1789, hombres. Había un total de 993 viviendas particulares habitadas, cuyo promedio de ocupantes era de 3.71.
| Gráfica de evolución demográfica de Pamatácuaro entre 1900 y 2020 |
|                                                                   |
| Fuente: Instituto Nacional de Estadística y Geografía.            |